# Que l'un porte le fardeau de l'autre
Pour plus de détails, voir Fiche technique et Distribution.
Que l'un porte le fardeau de l'autre (Einer trage des anderen Last) est un drame est-allemand réalisé par Lothar Warneke, sorti en 1988. 
Le film interroge le dialogue entre communistes et chrétiens. Le titre est issu de l'Épître aux Galates : « Portez les fardeaux les uns des autres, et vous accomplirez ainsi la parole du Christ ».

## Synopsis
L'action du film se déroule en 1950 dans le sanatorium pulmonaire privé du château de Hohenfels. Les protagonistes — Josef Heiliger, un jeune commissaire de la police populaire et marxiste convaincu, et Hubertus Koschenz, un vicaire protestant — partagent involontairement une chambre d'hôpital, car ils sont tous deux atteints de tuberculose. Dans un premier temps, tous deux affichent ostensiblement leurs visions controversées du monde. Les discussions qui s'ensuivent inévitablement révèlent cependant au fil du temps de nombreuses idées humanistes communes. La maladie de Josef prend une tournure menaçante, tandis que l'état d'Hubertus s'améliore lentement. Hubertus peut se procurer par des canaux ecclésiastiques de nouveaux médicaments très efficaces en provenance de l'Ouest (concrètement dans le film : d'une organisation suisse d'aide évangélique), mais il les fait ensuite distribuer — d'abord à son insu — à Josef, qui est plus gravement malade. Un élément secondaire de l'intrigue décrit l'amour naissant entre Josef Heiliger et Sonja Kubanek, elle aussi gravement atteinte de tuberculose, qui meurt dans la nuit du Nouvel An 1951. A la fin, Heiliger et Koschenz se retrouvent sur la tombe de Sonja.

## Fiche technique
- Titre original : Einer trage des anderen Last
- Titre français : Que l'un porte le fardeau de l'autre[1] ou Tu porteras le fardeau d'autrui[3]
- Réalisateur : Lothar Warneke
- Scénario : Lothar Warneke, Wolfgang Held (de)
- Photographie : Peter Ziesche (de)
- Montage : Erika Lehmphul
- Son : Klaus Tolstorf
- Musique : Günther Fischer (de)
- Décors : Alfred Hirschmeier
- Costumes : Christiane Dorst
- Maquillage : Franziska Berger, Frank May
- Accessoires : Georg Wüstenberg
- Régisseurs : Wolfgang Lange, Dietmar Steinkühler
- Producteurs : Horst Hartwig
- Sociétés de production : Deutsche Film AG
- Pays de production :  Allemagne de l'Est
- Langue de tournage : allemand
- Format : Couleur Orwo - 35 mm
- Durée : 113 minutes (1h43)
- Genre : Drame
- Dates de sortie :
  - Allemagne de l'Est : 28 janvier 1988
  - Allemagne de l'Ouest : 20 octobre 1988

## Distribution
- Jörg Pose : Josef Heiliger
- Manfred Möck : Hubertus Koschenz
- Karin Gregorek (de) : Walburga
- Heinz Dieter Knaup (de) : Dr Stülpmann
- Susanne Lüning (de) : Sonja Kubanek
- Johanna Clas (de) : Mme Grottenbast
- Doris Thalmer (de) : Sœur Inka